# Подошариха
Подошариха — деревня в Харовском районе Вологодской области.
Входит в состав Разинского сельского поселения (с 1 января 2006 года по 8 апреля 2009 года входила в Шевницкое сельское поселение), с точки зрения административно-территориального деления — в Шевницкий сельсовет.
Расстояние до районного центра Харовска по автодороге — 39,5 км, до центра муниципального образования Горы по прямой — 15 км. Ближайшие населённые пункты — Никулинское, Савковская, Ратновская, Угольская.
По переписи 2002 года население — 19 человек.